# David Canary
David Hoyt Canary (Elwood (Indiana), 25 augustus 1938 – Fairfield County (Connecticut), 16 november 2015) was een Amerikaans acteur.

## Biografie
Canary werd geboren in Elwood maar groeide op in Massillon waar hij ook de high school doorliep. Na zijn schooltijd ging hij studeren aan de University of Cincinnati in Cincinnati waar hij een beurs verdiende met American football en haalde zijn diploma in muziek. Drie dagen na zijn afstuderen verhuisde hij naar New York om zich te richten op zijn acteercarrière.
Canary begon met acteren in het theater, hij maakte in 1961 zijn debuut op Broadway met de musical The Happiest Girl in the World als Kapitein Crito en Apollo. Hierna speelde hij nog tweemaal op Broadway, in 1962 met het toneelstuk Great Day in the Morning als Owen Brady en in 1980 met het toneelstuk Clothes for a Summer Hotel als Edouard.
Canary begon in 1965 met acteren voor televisie in de televisieserie Peyton Place. Hierna heeft hij nog meerdere rollen gespeeld in televisieseries en films zoals The St. Valentine's Day Massacre (1967), Bonanza (1967-1973), Search for Tomorrow (1978), Another World (1981-1983), One Life to Live (2000-2005) en All My Children (1984-2013). In de televisieserie All My Children speelde hij in 1246 afleveringen. Voor zijn rol werd hij elf keer genomineerd voor een Daytime Emmy Award in de categorie Uitstekend acteur in een hoofdrol in een televisieserie zonder de prijs te winnen (1985, 1990, 1991, 1992, 1995, 1996, 1997, 1998, 1999, 2000 en 2008). In deze categorie won hij de prijs vijfmaal (1986, 1988, 1989, 1993 en 2001).
Canary was van 4 juli 1965 tot en met januari 1971 getrouwd, en heeft hieruit een dochter. In 1982 trouwde hij opnieuw en heeft hieruit twee kinderen, een zoon en een dochter. Hij had karate geleerd van Chuck Norris.
Canary overleed op 77-jarige leeftijd in zijn woning in Fairfield County (Connecticut).

## Filmografie[5]

### Films
- 1990 · In a Pig's Eye – als ??
- 1975 · Johnny Firecloud – als Jesse
- 1975 · Posse – als Pensteman
- 1975 · Sharks' Treasure – als Larry
- 1974 · Melvin Purvis G-Man – als Eugene T. Farber
- 1973 · Incident on a Dark Street – als Peter Gallagher
- 1969 · The Computer Worde Tennis Shoes – als mr. Walski
- 1967 · The St. Valentine's Day Massacre – als Frank Gusenberg
- 1967 · Hombre – als Lamar Dean

### Televisieseries
Uitgezonderd eenmalige gastrollen.
- 1984–2013 · All My Children – als Adam Chandler / Stuart Chandler – 1246 afl.
- 2011 · Curb Your Enthusiasm - als man met wit haar in park - 1 afl.
- 2001 · Touched by an Angel – als Carter Winslow – 2 afl.
- 2000–2005 · One Life to Live – als Adam Chandler sr. - ? afl.
- 1981–1983 · Search for Tomorrow – als Arthur Benson - ? afl.
- 1978 · The Dain Curse – als Jack Santos – miniserie
- 1967 · Gunsmoke – als George McClaney – 2 afl.
- 1965–1966 · Peyton Place – als dr. Russ Gehring – 26 afl.

- Bibliothèque nationale de France: cb14161418j (data)
- International Standard Name Identifier: 0000 0000 0133 8581
- Library of Congress Control Number: no2001090075
- SNAC: w65q73gs
- Virtual International Authority File: 69139068
- WorldCat: E39PBJhH3rHgdyfwpyhTw8qRKd